# Juan de Toledo

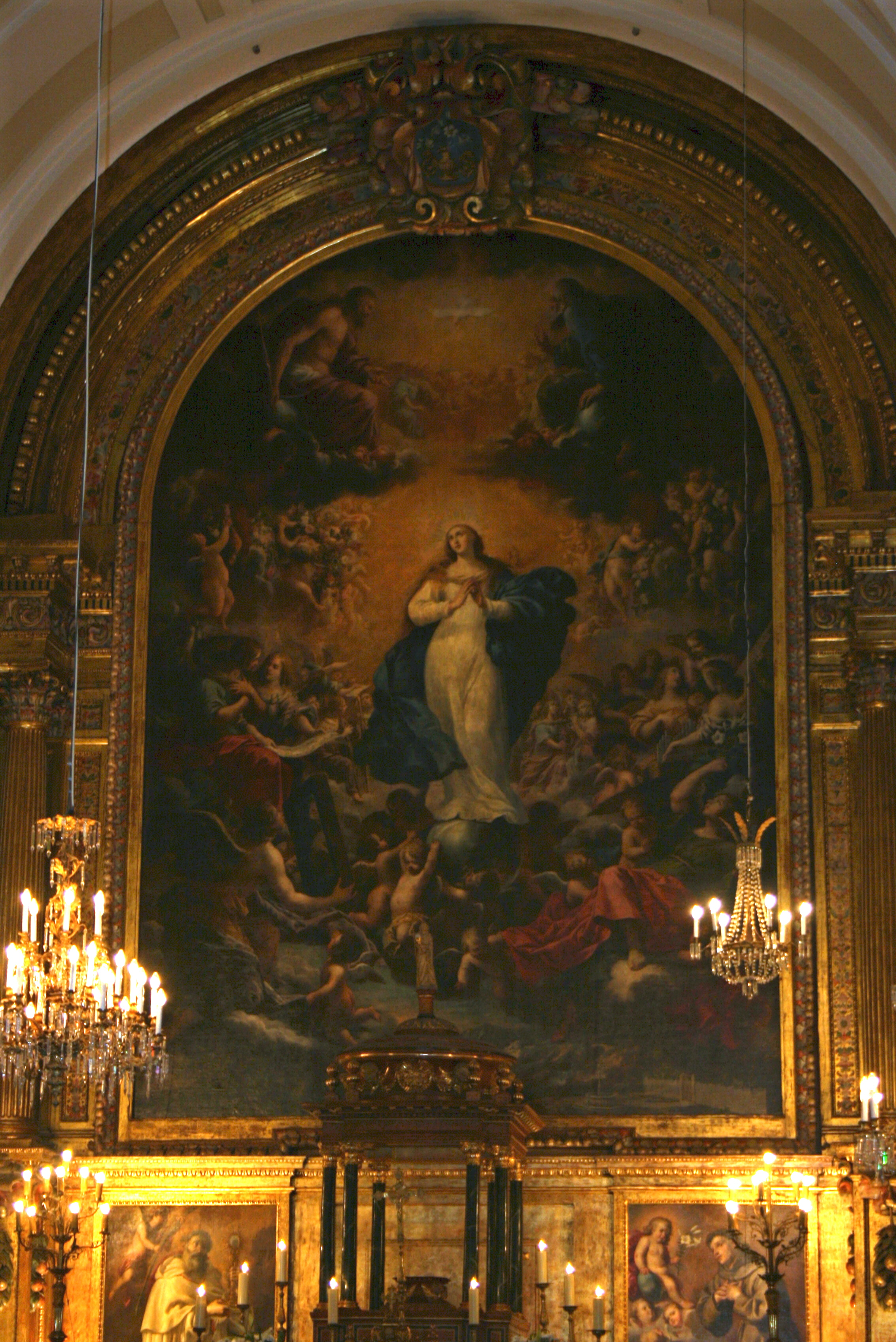
Retablo mayor del convento de Madres Mercedarias de Don Juan de Alarcón, Madrid, con el gran lienzo de la Inmaculada de Juan de Toledo.

Juan de Toledo (Lorca?, 1618-Madrid, 1665) fue un pintor barroco español cuya vida, escasamente documentada, se ha visto envuelta en leyendas.

## Biografía
Juan de Toledo fue hijo de Miguel de Toledo, modesto pintor manierista lorquino, quien casó en Murcia en 1611 con Ginesa Cerdán, como apuntaba Lázaro Díaz del Valle, y no Calderón, apellido que le otorga Palomino. A diferencia de lo que ocurre con alguno de sus hermanos, entre ellos el primogénito, Miguel, que fue bautizado en la parroquia de San Mateo de Lorca en septiembre de 1612, y Catalina, que lo fue en mayo de 1620, no ha sido posible localizar en Lorca la partida de bautismo de Juan, lo que podría explicarse por los continuos desplazamientos del progenitor dentro de la comarca. Según Antonio Palomino, cuya biografía ha dado pie a la leyenda, «por sus travesuras» sentó plaza de soldado y marchó a Italia, llegando en poco tiempo a ser «Capitán de caballos». Pero lo cierto es que en el alistamiento de 1638, donde declaraba ser vecino de Lorca y tener veinte años, decía haber servido «en el estado de Milán dos años y medio de soldado arcabucero con cuatro escudos de sueldo», de lo que no conservaba papeles por haberlos perdido, reduciéndose a esto su carrera militar de la que nada decía su contemporáneo Díaz del Valle. El título de capitán puede ser una fanfarronada posterior de quien Palomino dice, gastaba muy mal humor.
Siempre según Palomino, al retornar de Italia pasó a Granada, de lo que no hay constancia documental, y luego a Murcia, donde se le encuentra documentado entre 1645, ocupado en la tasación de dos cuadros para la Inquisición, y 1658, relacionado quizá con otro hermano también pintor, Jusepe. Hacia 1650 pintó el cuadro de la Asunción para el retablo mayor de la congregación de caballeros en el Colegio de San Esteban de la Compañía de Jesús, «cuya excelencia acredita grandemente la pericia del autor», según dice Palomino, trabando allí amistad con Mateo Gilarte, quien en compañía de su hermano Francisco trabajaba para la misma congregación.  
En 1659 aparece avecindado en Madrid, donde pintó el gran lienzo de la Inmaculada del retablo mayor de las Mercedarias de Don Juan de Alarcón y el colateral de San Pedro Nolasco, que con las pinturas de los bancos de ambos y la Santa Ana enseñando a la Virgen de la parroquia de Santiago de Talavera de la Reina (1663), son las únicas obras seguras de su mano que nos han llegado. También en Madrid pintó según Díaz del Valle el cuadro grande de Santo Tomás presentando sus escritos a Jesucristo del desaparecido Colegio de Atocha. Murió en Madrid en 1665 en el Hospital de la Corte, sin testar por ser pobre, y fue enterrado de limosna.

## Obra
Como Palomino dice que en Italia, dejando la milicia, «se aplicó mucho a la escuela de Miguel Ángel de las batallas», y que luego, en Granada, «pintó muchas marinas, y batallas con singular excelencia, y algunas marchas, e historiejas de noche», se le han atribuido gran número de escenas de batallas, muchas veces sin relación estilística entre ellas y siempre próximas a la pintura flamenca. La condición de pintor de batallas, no obstante, podría confirmarse documentalmente por la presencia en antiguos inventarios murcianos de pinturas de este género asignadas a Juan de Toledo, aunque ninguna de ellas haya sido localizada. También Díaz del Valle, quien pudo conocerlo personalmente, afirmaba de él que tenía «particular genio y gracia para pintar batallas y caballos». 
Por el contrario, las escasas obras conservadas y que con seguridad le pertenecen son todas de género religioso y revelan en su estilo a un pintor influido por el barroquismo de Francisco Rizi, como se puede comprobar en la Inmaculada de Don Juan de Alarcón, rodeada por la Trinidad y gran número de ángeles, aunque sin acabar de desprenderse de la severidad de los pintores de la generación anterior.